# Lacinipolia lorea
Lacinipolia lorea är en fjärilsart som beskrevs av Achille Guenée 1852. Lacinipolia lorea ingår i släktet Lacinipolia och familjen nattflyn. Inga underarter finns listade i Catalogue of Life.